# Walter Dahms

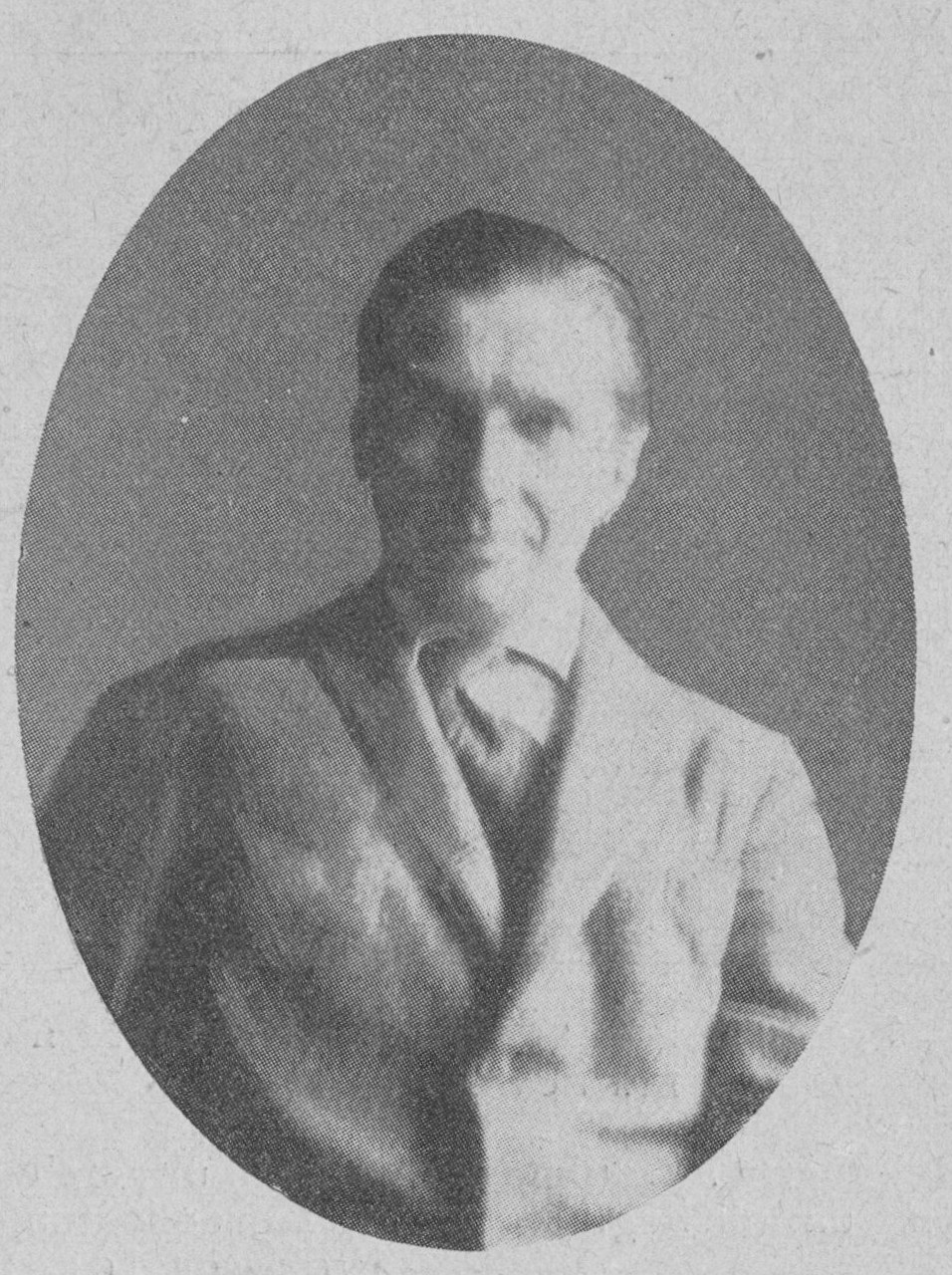
Walter Dahms, um 1928

Walter Dahms (* 9. Juni 1887 in Berlin; † 10. Mai 1973 in Lissabon) war ein deutscher Journalist, Musikkritiker und Komponist. Nach 1931 nannte er sich Walter Gualterio Armando bzw. Walter G. Armando. 

## Leben
Über Dahms’ Leben gibt es bisher nur wenige, zum Teil auch nicht überprüfbare Angaben. Dazu zählen, dass er an der Berliner Friedrich-Wilhelms-Universität Literatur und Philosophie studiert haben soll und dass er an der Preußischen Akademie der Künste im Fach Komposition von Max Reger und Ferruccio Busoni unterrichtet gewesen sein soll. Gesichert ist dagegen, dass Dahms Privatunterricht bei Adolf Schultze in Berlin nahm.
Dahms war Orchestergeiger und Dirigent an Berliner Theatern. 1910 heiratete der Agnes Matulke, von der er sich bereits 1911 wieder trennte. Ab 1912 war er journalistisch tätig und schrieb für die Zeitungen Kleines Journal, die Neue Preussische Kreuz-Zeitung, die Ostdeutsche Rundschau und die Allgemeine Musik-Zeitung über Komponisten und musikalische Ereignisse. Bekannt wurde er in dieser Zeit für seine Biografien über Franz Schubert (1912), Robert Schumann (1916), Felix Mendelssohn Bartholdy (1919). Von 1913 bis 1931 stand Dahms im Briefwechsel mit dem Komponisten Heinrich Schenker.
Während des Ersten Weltkrieges wurde er 1915 zum 20. Armeekorps nach Willudden bei Lötzen in Ostpreußen eingezogen. Sechs Monate später war er Pionier bei „Ersatz Pionier Bat. 26“ in Graudenz.
Ab Anfang 1921 lebte er mit Magarethe Ohlmann zusammen. Im Mai 1926 wurde seine Tochter Gilda geboren. Er heiratete Magarethe Ohlmann am 6. Juni 1931 in Paris.
In den 1920er Jahren lebte er abwechselnd in Berlin, Rom, Mailand, Nizza und Paris. 1921 schrieb er für die Nietzsche-Gesellschaft sein Buch Die Offenbarung der Musik. Eine Apotheose Friedrich Nietzsches. Es folgten Musik des Südens (1923), eine Biografie von Chopin (1924) und ein Lebensbild von Johann Sebastian Bach (1924). Als Herausgeber veröffentlichte er einen Almanach Der Musikus. Almanach 1927 (1926). Zwischen 1927 und 1938 übersetzte er zahlreiche Operntexte aus dem Italienischen ins Deutsche.
Nach 1931 soll Walter Dahms die honduranische Staatsbürgerschaft angenommen haben. Er ließ seinen Vor- und Nachnamen ändern und nannte sich fortan Walter Gualterio Armando bzw. Walter G. Armando. Seine Frau nannte sich ab dann Margarita Armando. Um 1935 ging das Ehepaar nach Portugal und wohnte dort in Lissabon. 1960 erschien seine freie Bearbeitung und Übertragung der 1614 in Lissabon herausgegebenen Memoiren von Fernao Mendes Pinto. Zwischen 1960 und 1966 veröffentlichte er unter seinem neuen Namen Biografien über Franz Liszt (1960), Paganini (1960) und Richard Wagner (1962) sowie eine Geschichte Portugals (1966). Sein Buch die Geschichte Portugals wurde von der Gulbenkian-Stiftung finanziert. Schon in seinem Briefwechsel mit Heinrich Schenker hatte er sich über Calouste Gulbenkian als Mäzen eingehend informiert.

## Zitate
„Uns bleibt allen das tröstende Bewußtsein, daß die Strauß, Reger und Mahler trotz aller erdenklichen ‚Förderungen‘, trotz aller krampfhaften Lobpreisungen und Denkmäler und Titel und Goldstücke doch den kürzeren ziehen werden.“

„Nun fehlt also nur noch der Friede, den wir bald und sicher haben würden, wenn uns nicht die Regierung gänzlich dem Pöbel, der Demokratie unter Führung des Herrn Scheidemann ausliefern möchte.“

„Wir müssen nun von dem Judentum Mendelssohns sprechen; gleich zu Beginn des Buches. Nicht, wie um etwas Unangenehmes oder Peinliches, von dem doch nun einmal die Rede sein muß, möglichst rasch zu erledigen, sondern um von vornherein den richtigen Standpunkt in einer so wesentlichen Frage zu gewinnen. Ein Mahnender von überragendem Einfluß auf die Deutschen zwingt uns dazu: Richard Wagner. Wir wissen längst, daß das Jüdische keine Sache der Religion, sondern der Rasse ist. Die Forscher auf beiden Seiten, der Juden und Nichtjuden, in so grimmer Fehde sie gegeneinander liegen, haben uns genugsam belehrt, um uns vermuten zu lassen, daß die Wahrheit in der Mitte liegt. Wir können auf Objektivität nicht Verzicht leisten. Deshalb dürfen wir auch Richard Wagners Schrift über das Judentum in der Musik nicht ohne Vorbehalt unterschreiben und unerwähnt lassen.“

„Wollen Sie es mir glauben: die beste nationale Erziehung für die deutsche Jugend wäre die, sie ins Ausland zu schicken, um Ihnen ihr einen Begriff lebendiger Art von der Größe der deutschen Kultur zu geben. Wahrlich, der unglückliche Ausgang des Krieges hat die angeborene Eitelkeit der lateini[s]chen und slavischen, von den angelsächsischen Völkern gar nicht zu reden, bis zur Blödsinnigkeit gesteigert. Ich bin, wie Sie wissen, kein Freund des Krieges, weil der vergangene Krieg für einen an ständigen Deutschen ein Martyrium unter der sinnlosen Einrichtung der Befehlsbefugnis der Dummen und Gemeinen war. Und ich kann es niemals begreifen und verzeihen, dass unsere eigenen Volksgenossen es waren, die uns, die geistige Blüte und Zukunft Deutschlands unter der Knute von Pferdeknechten die Vaterlandsliebe mit Gewalt austrieben. Aber ein Blick auf die neue Karte von Deutschland lässt keinen Augenblick darüber im Zweifel, daß sie einer Korrektur bedarf. Wir werden eines Tages wieder Krieg bekommen. Mein einziger Wunsch ist der, dass er nicht wieder auf Kosten der Intelligenz und zum Besten der Wucherer und Arbeiter geführt werde. Doch wer wird dafür bürgen? Ich wüsste niemanden. In dem Augenblick, wo der erste Rausch der Volkserhebeung [sic] vorüber ist, setzt wieder die Mechanisierung unter Herrn Rathenaus Leitung ein!“

„Dann und wann erreicht mich eine deutsche Zeitung (italienische lese ich noch seltener) und ich bin erstaunt, was man in Deutschland für „Fortschritte“ macht, lese mit Genugtuung, wie die neuen musikalischen Genies in Scharen mit atonalen Eselsohren heranwachsen, staune darüber, dass Deutschland seine jetzige „Verfassung“ (in jedem Sinn des Wortes) auch noch großartig feiert und sehe, dass es den Lumpen und Verbrechern unter der Führung der Minister immer noch gut geht. Erzberger’s, Rathenaus, Liebknechts, Scheidemanns und Wirths Saat blüht, Stresemann ist überzeugter Republikaner geworden, die Kriegsteilnehmer schmachten in den Gefängnissen und das Gesindel triumphiert auf der ganzen Linie. Als die ersten Anzeichen eines energischen Widerstandes an der Ruhr hier bekannt worden, war das ital. Volk begeistert; denn der Franzosenhaß ist im dauernden Zunehmen begriffen. Dann sah man hier mit Staunen, wie die Bürokraten und Sozialisten in Berlin den Widerstand eindämmten, sah enttäuscht, dass man in Deutschland die Peitsche des Negers von der Leine in Ergebenheit hinnahm, ja die Patrioten hinter Schloss u. Riegel setzte, oder wie im Fall Schlageter an die Franzosen auslieferte. Dies begreift kein Italiener und jeder einzelne, ohne Ausnahme, sagt mir, daß das in Italien unmöglich wäre (so unmöglich wie die Tatsache, dass ein Italiener jemals anderen Völkern zuliebe seine Fahne ändern würde). Hier würde jeder Mann, jede Frau erbittertsten pass aktiven Widerstand leisten; es würde aber auch keine Regierung geben, die den aktiven Widerstand des eigenen Volkes einer Einbrecherarmee gegenüber als „verbrecherische Akte“ verdammt. Diese entsetzliche Feigheit Cunos, der vor dem päpstlichen Popanz, diesem faulen, überfaulen Stück Mittelalter, so kläglich kapitulierte (welche mit welchen Worten hätte wohl Bismarck dem frechen feisten Pfaffen die Tür gewiesen!!!), hat hier die Achtung vor Deutschland völlig ausgelöscht.“

„Die Dinge, die in Deutschland vorgehen, kann man nur mit einem Gefühl des Schauderns und Grauens betrachten. Gänzlich entblösst von einer bindenden, religiösen Idee, taumelt das von Partei zu Partei, von einer Geistlerigkeit zur anderen. Die Vorkriegs- u. Krieges Zeit trägt ihre üblen Früchte. Trotz alledem kommt aus diesem Ozean von Schmutz und Leiden einmal ein neuer Gedanke, der uralte Gedanke in neuer Fassung. Ein barmherziger Himmel schicke über Europa u. Amerika ein erlösendes Erdbeben, das die Kohle u. das Eisen verschlucke, damit der Mensch wieder als Mensch leben könne; das würde die Erlösung beschleunigen. Denn ehe wir nicht die verfluchte Maschine vernichten, eher haben wir keine Ruhe, keinen Frieden vor dem Industrievolk. Das ist mein Morgen- u. Abendgebet.“

„Die Wahl Hindenburgs zum Reichspräsidenten hat mit einem Schlage die Stellung Deutschlands verändert. Man fühlt hier ganz deutlich, dass ganz Europa einen Stoß bekommen hat, der zu einer Neuordnung der Moleküle führt. In Italien hat der Entschluss des deutschen Volkes großen und vorteilhaften Eindruck gemacht. Mussolini ist sehr zufrieden damit, da Italien von dem drohenden französischen Druck erleichtert und befreit wird. Jetzt eine kluge Politik Deutschlands, und in 10 Jahren steht es mächtiger da denn je, ein Reich, in dem alle Bedingungen des Deutschlandliedes erfüllt sind. Der Beweis ist wieder einmal erbracht, dass es nur die Macht der Persönlichkeit, der Einzelnen ist, die über die Geschicke der Völker entscheidet. Wenn Deutschland nun noch aus der Mittelmässigkeit und Ungeistigkeit der Flugzeugfabrikanten und Industriellen in eine höhere Sphäre gelangt, wo wieder Kulturmenschen den Ton angeben, dann können wir wieder hoffen. Aber ob dies sein wird? Ich vermag es nicht zu glauben.“

„Wir gehen sobald als möglich wieder von Berlin fort und nach dem Süden. […] Deutschland ist nicht mehr das Land Beethovens, Goethes, Schopenhauers, es ist das Land Stresemanns und der katholischen Pfaffen, der Parteisekretäre und Sportidioten. Da haben wir nichts mehr zu suchen und zu hoffen. Es bleibt nur übrig sich in sich selber zu verschließen. Irgendwelchen Funken zu entzünden dürfte nicht mehr möglich sein. Im Süden erträgt sich dies alles leichter. Man weiß, daß die Barbarei allgemein ist, dass Politik und Sport an erster Stelle stehen und regt sich nicht weiter darüber auf, weil sich in einem lichten leichten Klima alles viel besser erträgt. Die Gesichter der Deutschen sind, zum größten Teil einfach erschreckend: ich habe soviel Verfressenheit und Verbissenheit nicht für möglich gehalten. Dazu die Gesetze der deutschen ‚Moral‘, die mir zu sehr stinkt. Mörder geniessen alle Milde und Rücksicht, aber dem anständigen Menschen wird das Leben mit einer Wollust zerstört und unmöglich gemacht, die nur die preussische ‚Systematik‘ und der kantische preussische ‚Imperativ‘ kennen. Das Volk belogen und betrogen, ausgebeutet in schamloser Weise, was soll dieses Land, das sich so regieren läßt, noch für den Geist, für die Gerechtigkeit und die persönliche Freiheit übrig haben? Es sind schmerzliche Dinge, die man hier erfährt. Umso schmerzlicher, je stärker man gerade das wahrhaft Deutsche, den Geist und die Größe, für immer verloren! […] Es ist besser, man behält seinen Glauben für sich.“

„Während die anderen europäischen Kolonialmächte ihre Kolonien in schneller Folge abstießen und selbstständig machten, ließ Salazar von vornherein keinen Zweifel darüber bestehen, daß Portugal seinen Kolonialbesitz als sein rechtmäßiges Eigentum betrachtete und mit der Waffe in der Hand verteidigen würde. Um das Portugiesentum, in erster Linie der großen afrikanischen Besitzungen Guinea, Angola und Mozambique zu betonen, wurde das Wort ‚Kolonien‘ aus dem portugiesischen Wortschatz gestrichen. Die bisherigen Kolonien wurden zu ‚Provinzen‘ Portugals und die nach vielen Millionen zählende Zahl der Eingeborenen zu portugiesischen Staatsbürgern erklärt. […] Die ursprünglich vorwiegend feindliche, zumindest aber kritische Haltung der westlichen Welt Portugal gegenüber […] hat sich im Laufe der Zeit fühlbar zugunsten Portugals geändert. Und nicht ohne Grund […] hat Salazar jetzt in richtiger Erkenntnis der Lage die Mitarbeit anderer Länder begünstigt und dadurch eine Interessengemeinschaft geschaffen, die ihm eine erfolgreiche Weiterführung seiner Afrikapolitik erlaubt.“

## Schriften

### Monographien
- Schubert. Schuster & Loeffler, Berlin und Leipzig 1912 (Klassiker der Musik) 6. bis 9. Auflage 1919 Digitalisat (18. – 20. Aufl. Deutsche Verlags-Anstalt, Stuttgart 1923)
- Schumann. Schuster & Loeffler, Berlin und Leipzig 1916 (Klassiker der Musik) 4. bis 6. Aufl. Digitalisat (6. – 9. Aufl. 1923)[14]
- Mendelsohn. Schuster & Loeffler, Berlin und Leipzig 1919 (Meister-Biographien) (6. – 9. Aufl. 1922 Digitalisat)[15][16]
- Die Offenbarung der Musik. Eine Apotheose Friedrich Nietzsches. Verlag der Nietzsche-Gesellschaft im Musarion-Verlag, München 1921 (Schriften der Nietzsche-Gesellschaft Band 1)[17]
- Musik des Südens. Deutsche Verlags-Anstalt, Stuttgart und Berlin 1923
- Chopin. Otto Halbreiter Musikverlag, München 1924
- Johann Sebastian Bach. Ein Bild seines Lebens. Musarion-Verlag, München 1924
- Der Musikus. Almanach 1927. Hrsg. von Walther Dahms. Panorama-Verlag, Berlin-Steglitz 1926 W. Dahms: Beethovens Tod.
- Hanseatisches Liederbuch für gesellige Kreise. Hoch und Plattdeutsche Lieder unter Mitwirkung von Wilh. Stahl u. a. ges. von W. Dahms. Borchers, Lübeck 1927
- Walter G. Armando: Paganini. Eine Biographie. Rütten & Loening, Hamburg 1960[18]
- Walter Gualterio Armando: Winde weh'n, Schiffe geh'n. Die schönsten Seegeschichten. Illustriert von Dietrich Lange. Verlag Freizeit-Bibliothek, Hamburg 1961[19][20]
- Walter G. Armando: Franz Liszt. Eine Biographie. Rütten & Loening, Hamburg 1960[21]
- Walter G. Armando: Richard Wagner. Eine Biographie. Rütten & Loening, Hamburg 1962.[22]
- Walter G. Armando: Geschichte Portugals. W. Kohlhammer, Stuttgart, Berlin Köln Mainz 1966

### Übersetzungen (Auswahl)
- Sly oder die Legende vom wiedererweckten Schläfer. Oper in 3 Akten und 4 Bildern. Textbuch von Giovacchino Forzano. Deutsche Übersetzung von Walter Dahms. Musik von Ermanno Wolf-Ferrari. Casa Musicala Sonzogno, Milano 1927 (auch 1929)[23]
- Sly oder die Legende vom wiedererweckten Schläfer. Oper in 3 Akten und 4 Bildern. Textbuch von Giovacchino Forzano. Deutsche Übersetzung von Walter Dahms. Musik von Ermanno Wolf-Ferrari. Klavier-Auszug mit Gesangvom Komponisten. Casa Musicala Sonzogno, Milano 1928[24]
- Schuld und Sühne. Musikdrama in 3 Akten und 4 Bildern von Giovacchino Forzano. (Nach dem Roman von F. Dostojewski). Deutsche Übersetzung von Walter Dahms. Musik von Arrigo Pedrollo. Casa Musicala Sonzogno, Milano 1929 (auch 1930)[25]
- Der König. Fabel in drei Bildern von Giovacchino Forzano. Musik von Umberto Giordano. Deutsche Übersetzung von Walter Dahms. Musik von Arrigo Pedrollo. Casa Musicala Sonzogno, Milano 1929[26]
- Die Zierpuppen. Komische Oper in einem Akt von Arturo Rossato. (Nach der Komödie Les précieuses ridicules von Molière). Musik von Felice Lattuada. Deutsche Übersetzung von Walter Dahms. Casa Musicala Sonzogno, Milano 1929
- Die schalkhafte Witwe. Komische Oper in drei Akten von Mario Ghisalberti. Musik von Ermanno Wolf-Ferrari. Deutsche Übertragung von Walter Dahms. Casa Musicala Sonzogno, Milano 1931[27][28][29]
- Florentinischer Frühling. Oper von Mario Ghisalberti. Text von Arrigo Pedrollo. Deutsche Übertragung von Walter Dahms. Casa Musicala Sonzogno, Milano 1932
- Adriana Lecouvreur. Dramatisches Schauspiel von E. Scribe und E. Legouvé in vier Akten für die Opernbühne bearbeitet von A. Colautti. Musik von Francesco Cilea. Deutsche Übersetzung von Walter Dahms. Casa Musicala Sonzogno, Milano 1938[30]
- Fedora. Drama von Victorien Sardou für die Opernbühne in drei Akten bearbeitet von Arturo Colautti. Musik von Umberto Giordano. Klavierauszug mit Text. Deutsche Übersetzung von Walter Dahms. Casa Musicala Sonzogno, Milano 1938[31]
- Walter G. Armando: Peregrinacam oder die seltsamen Abenteuer des Fernao Mendes Pinto. Bearb. und übertragen. 1. bis 4. Tausend. Hans Dulk, Hamburg 1960[32]

### Aufsätze (Auswahl)
- Musikalische Bearbeitungen. In: Neue Preussische Kreuz-Zeitung vom 15. Juli 1913
- Musikalischer 'Fortschritt. In Neue Preussische Kreuz-Zeitung vom 9. April 1914
- Neue Musikliteratur. In: Neue Preussische Kreuz-Zeitung vom 14. Juni 1916
- Nachruf für Max Reger. In: Bühne und Welt. Zeitschrift für Theaterwesen, Literatur und Musik. Amtliches Blatt des Deutschen Bühnen-Vereins. Verlag Bühner und Welt, Hamburg Bd. 18 (1916), S. 241–243
- Heinrich Schenker. zu seinem 50. Geburtstag am 19. Juni 1918. In: Konservative Monatsschrift. Juni 1918, S. 647–49
- Zwei Welten Musik. In: Die Musik. Kampfblatt für deutsche Musik und Musikpflege. Hrsg. von Alfred Heuß. Deutsche Verlagsanstalt, Stuttgart, Leipzig, Berlin, Bd. 15.1922, 1, S. 160–176
- Heinrich Schenkers Persönlichkeit. In: Allgemeine Musik-Zeitung. 3. August 1923, S. 511–512
- Offener Brief an den Komponisten Arnold Schönberg. In: Musikblätter des Anbruch (1924), S. 323–324[33]
- The Biology of Music. In: Musical quarterly. Oxford University Press, Oxford 11. (1925), S. 36–54 ISSN 0027-4631
- The Gallant Style of Music. In: Musical quarterly. Oxford University Press, Oxford 11. (1925), S. 356–372 ISSN 0027-4631
- Alessandro Scarlatti. In: Die Musik. Monatsschrift für eine geistige Erneuerung der Musik. Hrsg. von Alfred Heuß. Deutsche Verlagsanstalt, Stuttgart, Leipzig, Berlin, Bd. 18.1925, 1, S. 97–103
- Köpfe im Profil. Mattia Battistini. In: Die Musik. Monatsschrift für eine geistige Erneuerung der Musik. Hrsg. von Alfred Heuß. Deutsche Verlagsanstalt, Stuttgart, Leipzig, Berlin, Bd. 18.1925, Bd. 18.1925, 1, S. 128–131
- Ermanno Wolf-Ferrari zu seinem 50. Geburtstag (12. Januar 1926). In: Die Musik. Monatsschrift für eine geistige Erneuerung der Musik. Hrsg. von Alfred Heuß. Deutsche Verlagsanstalt, Stuttgart, Leipzig, Berlin, Bd. 18.1925, 1, S. 258–263
- Karl Goepfarts Musikdrama Sarastro Aufsatz in Buehne und Welt / Zeitschrift fuer Theaterwesen, Literatur und Musik ; amtliches Blatt des Deutschen Buehnen-Vereins -- 16.1914, 1. Halbband: Oktober 1913 - Maerz 1914 (Seite 587 ff)

### Kompositionen
- Drei Gedichte von Alfred Mombert (Winterabend; Schlummerlied; Schlafend trägt man mich in mein Heimatland). Mus. Hs. 1259 : V, pf, 1925[34]
- Quartett für Streicher (1939/40)[35]
- Concertino op.11 für Oboe (Violine) und Streichorchester

### Briefe
- Walter Dahms an Heinrich Schenker Briefe und Dokumente Walter Dahms (Gualterio Armando)
- Walter Dahms an den Komponisten Otto Dorn (* 1848; † 1931) 25. Februar 1915 (Staatsbibliothek Berlin – Musikabteilung Signatur: N.Mus.ep. 2858)
- Walter Dahms (Gualterio Armando) an Musikverlag N. Simrock, Leipzig aus Lissabon am 15. Februar 1940.[36]